# 别戈沃伊区
别戈沃伊区（俄語：район Беговой）是莫斯科北行政区的一区，面积5.56平方公里，人口43,190人。这里的特维尔亚姆斯卡亚一街曾是古代的重要公路，南来北往非常繁忙，故名。